# Пред отечеството да забравим омразата си
„Пред отечеството да забравим омразата си“ е български игрален филм (военна мелодрама) от 1935 година на режисьора Васил Бакърджиев, по сценарий на Васил Бакърджиев и Димитър Христотодоров. Оператор е Симеон Симеонов.

## Актьорски състав
- Цено Ненков – Косан
- Васил Бакърджиев – Горан
- Люба Докова – Лина
- Петър Доков